# Aeroportul Fagurhólsmýri
Aeroportul Fagurhólsmýri (IATA: FAG, ICAO: BIFM) este un aeroport din Fagurhólsmýri⁠(d), Höfn í Hornafirði⁠(d), Suðurland⁠(d), Islanda ce deservește zona Fagurhólsmýri⁠(d). A fost numit după zona deservită.
Situat la o altitudine de 17 m, aeroportul dispune de o singură pistă.